# 이현운
이현운(李鉉雲, 968~1015)은 고려의 문신이다.

## 생애
1010년 제2차 고려-거란 전쟁 때 거란 성종이 40만 대군을 쳐들어오자 강조와 함께 30만 대군을 막으려 했으나 패배해 포로가 되어 이현운은 거란의 신하가 되었지만 강조는 거란의 신하가 되지 않아 처형 당했다.

## 이현운이 등장한 작품
- 《천추태후》(KBS, 2009년~2009년, 배우 : 최준용)
- 《고려 거란 전쟁》 (KBS, 2023년~2024년, 배우 : 김재민)